# Stefan Milošević (football, 1995)
Stefan Milošević est un footballeur serbe né le 7 avril 1995 à Belgrade. Il évolue au poste de défenseur au Spartak Subotica.

## Biographie
Il participe avec la sélection serbe à la Coupe du monde de football des moins de 20 ans 2015 organisée en Nouvelle-Zélande. Lors de la compétition, il joue un match face au Mali comptant pour les demi-finales. La Serbie remporte la compétition en battant le Brésil.

## Palmarès

### En sélection
- Serbie U-20
  - Vainqueur de la Coupe du monde de football des moins de 20 ans en 2015